# David Dacko
David Dacko (24. ožujka 1930. – 20. studenog 2003.), afrički vođa, prvi predsjednik nezavisne Srednjoafričke Republike.
Završio je školu za učitelja i služio u sustavu kolonijalnih vlasti.
Nakon što je upoznao Barthelemyja Bogandu postao je borac za nezavisnost.
Bio je premijer Srednjoafričke Republike, dok to mjesto nije ukinuto. Kao i mnogi afrički vođe njegova doba, postao je diktator, a Srednjoafrička Republika je postala jednostranačka država. Smatrali su ga slugom Francuske. Nacionalizirao je industriju iskapanja dijamanata.
Prvi put ga je srušio Jean-Bedel Bokassa. Dacko je zatočen, stavljen u kućni pritvor, ali je pušten 1966. godine. Pripadao je istoj etničkoj grupi kao i car Bokassa. Kada je Bokassina vladavina naišla na žestoke kritike kasnih 1970-ih, Dacko je uz pomoć francuskih padobranaca ponovno došao na vlast. Drugi mandat završio mu je državnim udarom 1. rujna 1981. kojeg je izveo general André Kolingba. Kolingba je srušen 1993. godine. Iako u opoziciji, bio je ugledan političar prisutan preko pola stoljeća.
Umro je 20. studenog 2003. od napada astme u 73. godini. Nadživjela ga je žena i jedanaestero djece. Zbog njegove smrti je u Srednjoafričkoj Republici proglašena jednomjesečna žalost.